# Paul Ollendorff

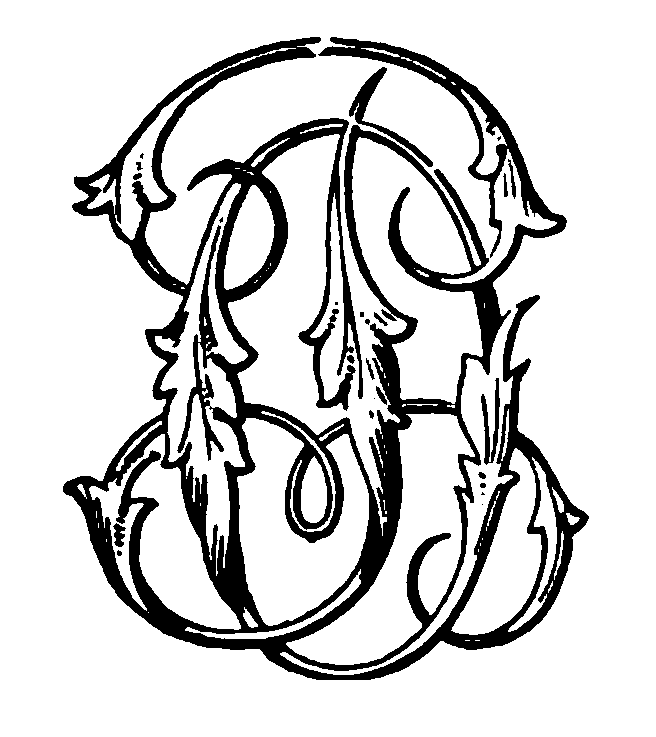
Verlagssignet Paul Ollendorffs (um 1890)

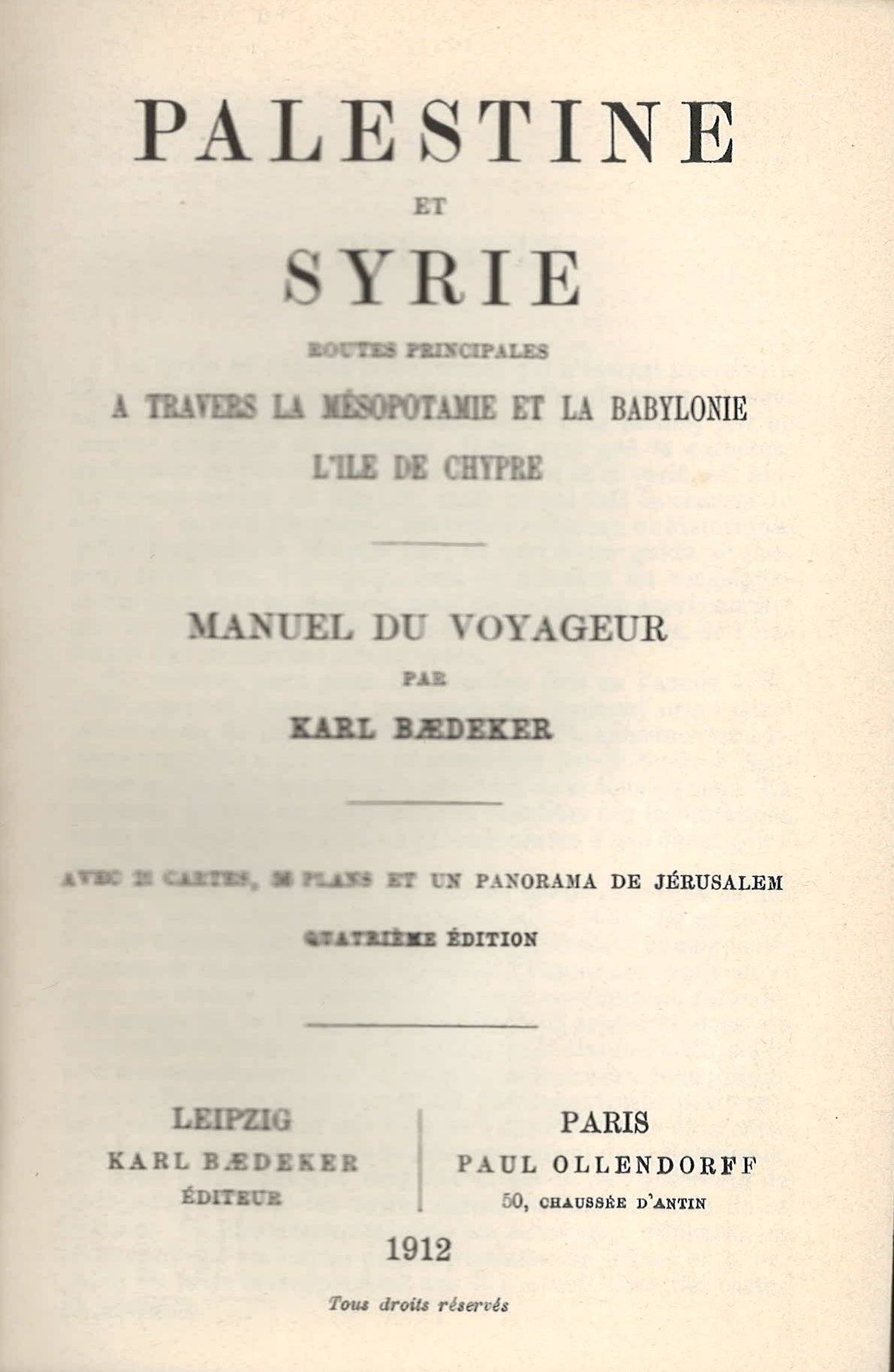
Titelblatt des Baedeker Palestine et Syrie (1912) mit Angabe von Paul Ollendorff, Paris, 50, Chaussée d'Antin

Paul Ollendorff (* 24. Februar 1851 in Paris; † 15. Dezember 1920 in Choisy-au-Bac) war ein französischer Verleger und Buchhändler. Das von ihm gegründete Verlagshaus entfaltete seine entscheidenden Aktivitäten im ausgehenden 19. Jahrhundert. Bekannt wurde er auch durch seine Kooperation mit dem Leipziger Verlag Karl Baedeker ab 1883 zur Edition von französischsprachigen Titeln der Baedeker-Reiseführer und zum Vertrieb der gesamten Baedeker-Reihe in Frankreich.

## Leben
Er war der zweite Sohn des deutschen Grammatikschreibers und Sprachpädagogen Heinrich Gottfried Ollendorff, der in jungen Jahren aus Polen ausgewandert und in Paris sesshaft geworden war. Paul und seine Mutter lebten in der ersten Zeit von den Tantiemen des 1865 verstorbenen Vaters.
In der Rue de Richelieu 28bis eröffnete der junge Ollendorf 1875 seine eigene Buchhandlung. Hier kommt er in Kontakt mit Georges Ohnet, der zuvor vom Verlag Calmann Lévy abgelehnt worden war. Dessen Le Maître de forges von 1882 war der erste große Erfolg Ollendorffs, der nun ein erfolgversprechender Verleger ist. Bald vertraut ihm Guy de Maupassant etwa zehn Texte an, darunter Le Horla (1887), oder erhält er von Octave Mirbeau dessen ersten beiden Romane zur Veröffentlichung. Schließlich hat er Aphonse Allais, Paul Adam, Jean Lorrain, Paul Féval, Abel Hermant, Willy, Jules Renard und Fernand Vanderem unter Vertrag. Der Verlagskatalog weist 1896 mehr als 2000 Titel aus. Einige Werke beeindruckten mit ihren stark vom Jugendstil beeinflussten Illustrationen.
Im Jahr 1898, auf der Höhe seines Erfolges, gründete Ollendorff mit weiteren Gesellschaftern die „Société d'Éditions littéraires et artistiques“, um sein buchhändlerisches Geschäftsfeld zu ergänzen. Die Geschäftsräume wurden in der Rue de la Chaussée d’Antin Nr. 50 eingerichtet. Auch Colette und André Theuriet ließen sich von diesem neuen Namen anziehen. Im Mai 1902 gab Ollendorff die Veröffentlichung einer neuen Buchreihe zu 3,50 Francs bekannt.
Sein Angebot von volkstümlicher Literatur, die mit Illustrationen u. a. von Geo Dupuis oder José Roy ausgestattet war, konnte aber mit der attraktiveren Konkurrenz nicht wetteifern. Enttäuscht und mehr oder weniger von den Mitgesellschaftern aus dem Unternehmen gedrängt, beteiligte er sich mit seinem Anteilserlös an der Zeitschrift Gil Blas, deren Direktor er von 1903 bis 1911 war. Seit 1903 liefen seine verlegerischen Aktivitäten nur noch unter seinem eigenen Namen. Mit dem Prix-Goncourt-Preisträger von 1905, Claude Farrère, konnte er einen echten Bestseller landen. Danach startete er noch mehrere preiswerte Buchreihen.
Als Ollendorff im Jahr 1920 starb, war es um sein Verlagshaus schon etwas still geworden. Die Éditions Albin Michel übernahmen im Jahr 1924 einen Teil der Verlagsrechte („Ollendorff-Fonds“).